# Zdravo Marijo (album)
Zdravo Marijo deseti je studijski album hrvatske pop pjevačice Severine, koji 2008. godine objavljuje diskografska kuća Dallas Records. 
Producent albuma je Goran Bregović, koji je i većinski autor na albumu, dok tekstove potpisuju Marina Tucaković i Ljilja Jorgovanović. Na ovom albumu ostvarena je suradnja s brojim hrvatskim tamburašima. Ujedno ovo je prvi Severinin studijski album od 2004. godine. Na albumu se nalazi deset pjesama, od kojih je pet izdano kao singlovi "Gas, gas", "Tridesete", "Zdravo Marijo", "Gade" i "Haljinica boje lila". Album je podržan velikom dvoranskom turnejom "Tridesete".

## Pozadina
Godine 2005. Severina dobila je ponudu od Borisa Novkovića da nastupi s njegovom pjesmom "Moja štikla" nastupi na Dori 2006. godine. Tu je dogovorila suradnju s Goranom Bregovićem, koji je bio suradnik na aranžmanu za istu pjesmu. Početkom 2007. godine počeo je rad na albumu Zdravo Marijo. Ovo je prvi Severinin album od 1993. godine, a da ona nije potpisana kao autor nijedne pjesme.

## Komercijalni uspjeh
Album je debitirao na mjestu broj jedan na služenoj top ljestvici prodanih albuma u Hrvatskoj, gdje je ostao osam uzastopnih tjedana. U Sloveniji album je debitirao na prvom mjestu, a kasnije je nagrađen zlatnom nakladom. 
Prema službenoj listi Hrvatske diskografske udruge album je četvrti najprodavaniji album u Hrvatskoj u 2008. godini, kao i najprodavaniji domaći album ženskog izvođača.
Na festivalu Sunčane skale 2009. godine album je dobio nagradu "Najbolji album godine", a pjesma "Tridesete" je proglašena pjesmom godine.

## Popis pjesama
| Br. | Skladba                       | Autor                                                                | Producent(i)   | Trajanje |
| --- | ----------------------------- | -------------------------------------------------------------------- | -------------- | -------- |
| 1.  | »Gas, gas«                    | Goran Bregović, Marina Tucaković, Ljilja Jorgovanović, Nino Ademović | Goran Bregović | 3:37     |
| 2.  | »Pucajte u tamburaše«         | G. Bregović, M. Tucaković, Lj. Jorgovanović, N. Ademović             | Goran Bregović | 4:29     |
| 3.  | »Muškarcu samo treba kurva«   | G. Bregović, M. Tucaković, Lj. Jorgovanović, N. Ademović             | Goran Bregović | 4:06     |
| 4.  | »Gade«                        | G. Bregović, M. Tucaković, Lj. Jorgovanović, N. Ademović             | Goran Bregović | 3:40     |
| 5.  | »Da nisi možda gej?«          | G. Bregović, M. Tucaković, Lj. Jorgovanović, N. Ademović             | Goran Bregović | 3:12     |
| 6.  | »Ljute cigare«                | G. Bregović, M. Tucaković, Lj. Jorgovanović, N. Ademović             | Goran Bregović | 3:52     |
| 7.  | »Haljinica boje lila«         | Nikola Pejaković                                                     | Goran Bregović | 3:23     |
| 8.  | »Šta to ona ima što nemam ja« | G. Bregović, M. Tucaković, Lj. Jorgovanović, N. Ademović             | Goran Bregović | 3:59     |
| 9.  | »Tridesete«                   | Sezen Axu, G. Bregović, M. Tucaković, Lj. Jorgovanović, N. Ademović  | Goran Bregović | 4:02     |
| 10. | »Zdravo Marijo«               | G. Bregović, M. Tucaković, Lj. Jorgovanović, N. Ademović             | Goran Bregović | 3:24     |

### Tjedna ljestvica
| Top ljestvica (2008.)              | Pozicija |
| ---------------------------------- | -------- |
| Hrvatska nacionalna top ljestvica  | 1        |
| Slovenska nacionalna top ljestvica | 1        |

### Godišnja ljestvica
| Godišnja ljestvica (2008.)   | Pozicija |
| ---------------------------- | -------- |
| HDU - Hrvatska (domaća)      | 4        |
| HDU - Hrvatska (kombinirana) | 5        |

## Certifikacije
| Država    | Certifikacija |
| --------- | ------------- |
| Hrvatska  | zlatna        |
| Slovenija | zlatna        |